# Église Saint-Valérien de Saint-Valérien
Pour les articles homonymes, voir Église Saint-Valérien.
L'église de Saint-Valérien est une église située à Saint-Valérien, en France.

## Localisation
L'église est située dans le département français de l'Yonne, sur la commune de Saint-Valérien.

## Historique
L'édifice est inscrit au titre des monuments historiques en 1926.